# Gustav Graben-Hoffmann
Gustav Graben-Hoffmann (Bnin província de Poznań (actual Voivodat de Gran Polònia), 7 de març de 1820 - Potsdam, 21 de maig de 1900) fou un compositor i cantant alemany.
Fou deixeble de Stümer a Berlín i de Hauptmann a Leipzig, va ser professor de cant a Dresden, Berlín i Potsdam.
Va compondre centenars de cançons, moltes de sabor còmic, entre elles la molt coneguda Fünfmalkuunderttausend Teufel (text d'Oettinger). A més, va escriure: Die Pflege der Singsttime (Dresden, 1863) i Praktische Methode als Grundlage für den Kunstgesang (1873).